# Kuba
La Kuba (in russo Куба?) è un fiume della Russia siberiana orientale, affluente di destra della Agapa (bacino idrografico del mare di Kara). Scorre nel Tajmyrskij rajon del Territorio di Krasnojarsk.
Ha origine e scorre per l'intero corso nella parte nord-occidentale del bassopiano della Siberia settentrionale in una zona paludosa ricca di laghi, il corso si svolge in direzione dapprima nord-occidentale, poi mediamente sud-occidentale. Sfocia nell'Agapa a 252 km dalla foce. La sua lunghezza è di 180 km; il bacino è di 1 410 km². Il fiume attraversa regioni assolutamente remote e spopolate, senza incontrare alcun centro abitato in tutto il suo percorso. Il bacino si trova nella zona del permafrost.